# Conservadorismo negro
O conservadorismo negro é uma filosofia política e social enraizada em comunidades de ascendência africana que se alinha em grande parte com a ideologia conservadora em todo o mundo. Os conservadores negros enfatizam o tradicionalismo, patriotismo, autossuficiência e um forte conservadorismo cultural e social dentro do contexto das congregações cristãs de maioria negra, chamada de Black Church.  Nos Estados Unidos, normalmente associada ao Partido Republicano.
A era da Reconstrução deu início à maior mudança dos afro-americanos conservadores na política americana da história moderna. Durante a era da Reconstrução, os eleitores negros começaram a se alinhar mais com o Partido Republicano e suas ideologias conservadoras. Sob a administração de Franklin D. Roosevelt, durante seus primeiros dois mandatos, não houve nem sequer uma pequena proposta de legislação de direitos civis que foi tenha sido tornada lei e, na eleição seguinte, o voto negro tornou-se cade vez mais mais dividido. Em 1960, a campanha dos presidentes Kennedy e Johnson promoveu os direitos civis como questão central e durante sua administração, eles aprovaram uma legislação antidiscriminação, ganhando o voto negro. Desde então, o Partido Democrata detém a maioria dos votos negros na América, embora a pesquisa do Pew Research Center tenha descoberto que a porcentagem de afro-americanos que se identificam como democratas diminuiu nos últimos anos, de 75% durante Barack Obama da presidência para 67% em 2020. No entanto, um tamanho de amostra de 2017 de 10.245 eleitores concluiu que apenas 8% dos afro-americanos se identificam como republicanos.

## Visão geral
O anarquista russo Pyotr Kropotkin trouxe muitas questões sobre a possibilidade de indivíduos serem negros e conservadores, ao mesmpo tempo, quando questionou a capacidade de tais indivíduios serem totalmente verdadeiros em suas crenças - genuínos. Ele explicou sua crença de que o conservadorismo estaria relacionado ao racismo, e que conservadores negros estariam aderindo a essa plataforma política para ganho pessoal, sendo cúmplices na opressão de seu próprio povo.
O conservadorismo negro é particularmente difícil de ser compreendido pois não há como abarcar numa mesma teoria ou explicação, em razão da multiplicidade de vozes que fazem parte desse movimento e, bem como, algumas posições desse movimento terem sido ali introuzidas por membros de fora da comunidade negra. Uma das principais características do conservadorismo negro é sua ênfase na responsabilidade pessoal e no tradicionalismo. Os conservadores negros podem encontrar um terreno comum com os nacionalistas negros por meio de sua crença comum no empoderamento dos negros e da teoria de que eles foram enganados pelo estado de bem-estar social. Para muitos conservadores negros, o objetivo singular é trazer redenção social e sucesso econômico para a comunidade negra.

## No mundo todo

### África
Na era pós-Guerra Fria, vários partidos declaradamente conservadores se desenvolveram na maioria dos países africanos. Em países onde a população é dividida por religião (ou seja, Nigéria ), partidos conservadores são frequentemente formados e constituídos para atingir religiões específicas em suas áreas de maior domínio político, embora alguns tenham argumentado que muitos partidos políticos africanos carecem do mesmo tipo de conflito ideológico que é comum nos países ocidentais.
Historicamente, as diferenças nas plataformas políticas na África às vezes dependiam da influência externa do Ocidente, de Cuba ou da ex-União Soviética como resultado de conflitos por procuração durante o período da Guerra Fria, onde facções militantes de partidos políticos recebiam apoio econômico da América ou da União Soviética estados. Durante a Guerra Fria, alguns partidos políticos africanos que aderiram ao marxismo-leninismo ou maoísmo ao participarem de atividades anticoloniais adotaram posteriormente políticas econômicas, sociais e culturalmente conservadoras para que seu país ganhasse a independência e a democracia em estados africanos se cristalizasse, bem como em resposta à crescente oposição faccional ao comunismo. Um exemplo de partido anteriormente de esquerda e agora conservador é a UNITA em Angola, que sob a liderança de Jonas Savimbi começou como um movimento de extrema esquerda inspirado pelos maoístas antes de abraçar uma plataforma de direita e se alinhar com o Ocidente na década de 1980 . Desde que se transformou em um partido político democrático, a UNITA é atualmente considerada conservadora e de direita. Da mesma forma, o primeiro primeiro-ministro do Quênia e mais tarde o presidente Jomo Kenyatta era alegadamente simpático ou interessado no socialismo e comunismo antes de chegar ao poder, mas após a independência do Quênia da Grã-Bretanha, ele e seu partido da União Nacional Africana do Quênia adotaram crenças conservadoras, incluindo enfatizando a importância dos direitos individuais  e de acordo com o historiador Wunyabari O. Maloba, “procurou projetar o capitalismo como uma ideologia africana, e o comunismo (ou socialismo) como estranho e perigoso”. 
Até 1980, a Libéria foi amplamente dominada pelo Partido Whig Verdadeiro, cujas políticas de mesmo nome foram inicialmente influenciadas pelas do Partido Whig dos Estados Unidos .

### Canadá
Conservadores negros notáveis no Canadá incluem a senadora Anne Cools e o senador Donald Oliver, ambos servindo no Senado do Canadá . O senador Oliver é membro do Partido Conservador do Canadá, enquanto Cools é um senador não-alinhado reconhecido por votar principalmente com  conservadores. Lincoln Alexander foi o primeiro parlamentar negro do Canadá e serviu como membro federal do parlamento entre 1968 e 1980 na cavalgada de Hamilton West . Lindsay Blackett e George Rogers (político de Alberta) do ex-MLA de Alberta MLA e Alberta MLA Kaycee Madu são membros do Partido Conservador . Kaycee Madu fez história em 2020 quando se tornou o primeiro ministro da Justiça e procurador-geral negro da história do Canadá. Madu inaugurou a Associação de Conservadores Negros no Canadá em fevereiro de 2020.
Em 2018, Belinda Karahalios tornou-se o primeiro membro conservador progressista negro da Assembleia Legislativa de Ontário . Em 2019, Audrey Gordon se tornou um dos primeiros membros negros da Assembleia Legislativa de Manitoba . Em 2020, a advogada e política Leslyn Lewis anunciou sua candidatura na eleição de liderança do Partido Conservador do Canadá em 2020, tornando-se a primeira figura da minoria étnica a concorrer à liderança dos Conservadores.

### Europa
Na Europa Ocidental, várias figuras negras tornaram-se visíveis em partidos conservadores de centro-direita e direita em cargos oficiais ou como representantes eleitos nos últimos anos. Exemplos notáveis na Alemanha incluem Charles M. Huber que, em 2013, se tornou o primeiro de dois parlamentares negros eleitos para o Bundestag alemão durante as eleições federais de 2013, representando o CDU . Na Bélgica, o jornalista e ativista social Assita Kanko foi eleito para o Parlamento Europeu pelo partido conservador e nacionalista flamengo N-VA em 2019. Em 2018, Toni Iwobi se tornou o primeiro senador negro da Itália a representar o partido de direita Lega Nord e ajudou a redigir algumas das políticas da Liga para as eleições gerais italianas de 2018 .

### Israel
Após a emigração de judeus etíopes, Falash Mura e judeus de ascendência africana para Israel e sua assimilação na cultura israelense local, muitos se tornaram mais visíveis na política como membros eleitos do Knesset (MKs), incluindo dentro do partido conservador Likud. Os notáveis Likud MKs negros incluíram Alali Adamso, Avraham Neguise e Gadi Yevarkan.

### Reino Unido
O Partido Conservador criticou a imigraçãth durante as décadas de 1950 e 1960, culminando no infame discurso de Rivers of Blood proferido pelo parlamentar conservador Enoch Powell . Apesar disso, há muito tempo existe um pequeno número de conservadores negros. Nos últimos anos, os conservadores tentaram desfazer os preconceitos conservadores de longa data, atacando o racismo e tentando cultivar mais seguidores entre a comunidade negra. Em comparação com os Estados Unidos, a divisão racial no Reino Unido é menos pronunciada nas linhas partidárias, devido à diferença nas relações raciais.
Os conservadores negros notáveis no Reino Unido incluem o primeiro par Tory negro, Lord Taylor of Warwick . O empresário Wilfred Emmanuel-Jones também foi selecionado para concorrer às eleições gerais de 2010 para o distrito eleitoral de Chippenham . Desde 2020, parlamentares negros conservadores britânicos atualmente servindo na Câmara dos Comuns são Adam Afriyie, Kwasi Kwarteng, James Cleverly, Kemi Badenoch, Darren Henry, Bim Afolami e a advogada e empresária Helen Grant.
O eurocético Partido da Independência do Reino Unido selecionou vários candidatos de minorias étnicas e negros para concorrer ao cargo, incluindo Winston McKenzie, o membro da Assembleia de Londres, David Kurten, e o MEP Steven Woolfe . O chef de televisão Rustie Lee também foi selecionado, mas mais tarde renunciou a seu apoio.
Outros conservadores negros notáveis no Reino Unido incluem a reformista da educação e escritora Katharine Birbalsingh, que descreveu suas opiniões como "conservadoras pequenas - uma conservadora social", de acordo com a BBC News .

### Estados Unidos
O conservadorismo negro nos Estados Unidos é um movimento político e social que se alinha em grande parte com o movimento conservador americano. Durante a escravidão, havia uma divisão entre negros livres e escravos. Quando os negros foram libertados da escravidão, eles assimilaram a cultura americana branca para manter um lugar na ordem social. É aqui que as características do conservadorismo negro contemporâneo começaram a se desenvolver. O argumento por trás disso era a ideia de que se os negros seguirem as regras da América Branca, então não haverá escolha a não ser aceitá-los no sistema social. Desde o Movimento dos Direitos Civis no final do século XX, a comunidade afro-americana geralmente se inclinou para a esquerda do movimento conservador de direita e se favoreceu predominantemente ao lado do liberalismo . O conservadorismo negro enfatiza o tradicionalismo, forte patriotismo, capitalismo, livre mercado e oposição ao aborto e ao casamento gay no contexto da igreja negra.
Na era pós-direitos civis, houve um impulso para a assimilação contínua e, como resultado, alguns indivíduos negros aliaram-se ao movimento conservador e aceitaram a ideia de uma sociedade daltônica. Em seu livro, The Content of Our Character, Shelby Steele oferece uma interpretação da ideologia da sociedade daltônica e por que as pessoas deveriam aceitá-la. Ele afirma que durante a escravidão, os indivíduos negros foram forçados a se apegar a suas identidades negras para construir uma comunidade e, desde então, se apegaram erroneamente a essa mesma retórica, sob a impressão de que ainda é a ferramenta mais valiosa para se destacar.  Ele argumenta que isso é perigoso porque enquadra os indivíduos negros como vítimas e "puxa [os negros] para uma defensiva semelhante à guerra em um momento em que há mais oportunidades de desenvolvimento do que nunca." A ideia era que, se os indivíduos negros deixassem de se ver como vítimas de forças opressoras, eles poderiam ser vistos como iguais aos seus homólogos brancos.
Alguns conservadores negros eleitos incluem o representante da Flórida Allen West, o senador americano Tim Scott da Carolina do Sul, o ex-representante do Oklahoma JC Watts e o ex-representante de Connecticut Gary Franks. Outros conservadores negros notáveis incluem o economista Thomas Sowell, a ex-secretária de Estado Condoleezza Rice, o candidato político perene, Alan Keyes, e o juiz da Suprema Corte, Clarence Thomas . Em 2009, Michael Steele se tornou o primeiro homem negro a presidir o Comitê Nacional Republicano. Em 2011, Herman Cain foi considerado o principal candidato presidencial republicano por um período de tempo. Além disso, há várias vozes promissoras na arena de talk shows políticos e analistas convidados como a Dra. Carol Swain, professora de ciência política da Universidade de Vanderbilt com várias aparições na CNN, Fox News, PBS, C-SPAN e ABC Headline News.
Mais recentemente, Ben Carson, um renomado autor afro-americano e neurocirurgião, anunciou sua candidatura para a indicação republicana de 2016 em sua cidade natal, Detroit, em maio de 2015, mas acabou perdendo a indicação para Donald Trump, encerrando oficialmente sua campanha em março de 2016. Depois que Trump venceu a eleição presidencial de 2016, Carson recebeu a oferta do cargo de Secretário de Habitação e Desenvolvimento Urbano dos Estados Unidos, que ele inicialmente rejeitou, mas acabou aceitando, e foi oficialmente confirmado pelo Senado dos EUA como Secretário no mesmo mês.
Kanye West, um rapper afro-americano aclamado pela crítica, compositor e marido da também celebridade Kim Kardashian, expressou publicamente em várias ocasiões apoio ao presidente Trump, declarando uma vez que se ele tivesse votado, teria votado em Trump na eleição; ele também expressou sua aprovação do comentarista conservador do milênio Candace Owens . West declarou sua intenção de concorrer à presidência na eleição presidencial de 2020 ; sob a bandeira da Festa de Aniversário, seu nome apareceu nas cédulas de 12 estados e conquistou 60.000 votos. Posteriormente, ele admitiu a derrota, mas tweetou "Kanye 2024", sinalizando uma candidatura potencial às eleições presidenciais de 2024. Glenn Loury da Brown University e John McWhorter da Columbia University são dois conservadores afro-americanos que frequentemente divulgam análises na web sobre eventos atuais relacionados ao racismo. Loury é um pouco mais conservador do que McWhorter e deu a entender que votará em Trump em 2020. Ambos questionam o racismo institucional, que McWhorter chama de religião, e acreditam que os líderes afro-americanos deveriam abraçar a responsabilidade pessoal em maior extensão do que atualmente.

## Ideologias conservadoras negras
O argumento da "América daltônica" é aquele que freqüentemente surge no discurso conservador. É chamado de América Daltônica em referência ao Daltonismo, no qual o indivíduo não consegue diferenciar as cores. É a ideia de que as decisões e a legislação são feitas independentemente da identidade racial. Os conservadores negros afirmam que, porque houve um impulso da era pós-direitos civis no movimento conservador para se unir a essa "ideologia conservadora daltônica", isso na verdade impede o progresso da comunidade negra de se opor a ela. Eles afirmam que, ao se recusar a reconhecer esse discurso, os negros não estão focando no desenvolvimento racial. Isso explica parcialmente a oposição à ação afirmativa entre os conservadores negros. Eles afirmam que esse tipo de intervenção governamental na mobilidade negra, na verdade, faz mais para questionar a capacidade dos indivíduos negros de ter sucesso do que para fornecer oportunidades bem merecidas que, de outra forma, seriam inacessíveis.

### Individualismo
O individualismo ocorre quando os indivíduos são pessoalmente responsáveis por buscar o sucesso em seu próprio interesse. Os conservadores negros são a favor do individualismo e se opõem a intervenções do governo, como a ação afirmativa, porque não querem que isso levante a questão de se eles merecem ou não os sucessos que alcançaram ou se participaram do que alguns chamam de "racismo reverso". Os conservadores negros se opõem a políticas como a as ações afirmativas que foram criadas com a intenção de criar oportunidades para as minorias que foram historicamente oprimidas nos Estados Unidos. Os conservadores negros justificam isso porque se opõem a qualquer política que possa ser percebida pelos brancos como um benefício imerecido ou uma esmola.

### Evangelismo cristão
Os conservadores buscam preservar instituições como a Igreja, a monarquia e a hierarquia social como são, enfatizando a estabilidade e a continuidade, enquanto outros, chamados de reacionários, se opõem ao modernismo e buscam um retorno "ao jeito que as coisas eram". O historiador Gregory Schneider identifica várias constantes no conservadorismo americano: respeito pela tradição, apoio ao republicanismo, "o estado de direito e a religião cristã" e uma defesa da "civilização ocidental dos desafios da cultura modernista e dos governos totalitários". Os conservadores negros são motivados por dois dos valores do pensamento conservador geral, pelo amor a Deus e ao país. A igreja negra está especificamente ligada ao evangelismo cristão e à dependência de Deus e de seus planos. Esses planos são parte do que permite aos conservadores negros apoiar as ideias de individualismo nas quais o conservadorismo é construído. Embora possa parecer antitético reconciliar a história da escravidão e da segregação com as ideias de completa liberdade e igualdade americanas, é na verdade a esperança de alcançar esse objetivo sem ter que depender de seus opressores que torna o individualismo atraente para algumas pessoas na comunidade negra.
De acordo com uma pesquisa do Pew Research Center de 2014, os afro-americanos hoje são geralmente mais propensos a se identificar como cristãos e protestantes do que brancos, latinos e asiáticos nos Estados Unidos, com 79% dos negros americanos se identificando como cristãos em comparação com 77% de latinos e 70% de americanos brancos.

### Problemas sociais
Da mesma forma que os americanos brancos e hispano-americanos, as posturas afro-americanas sobre questões sociais às vezes também podem ser influenciadas por crenças religiosas. De acordo com uma pesquisa do Pew Research Center de 2017, 44% dos protestantes negros apoiavam o casamento gay, em comparação com 67% dos católicos e 68% dos "protestantes da linhagem branca". Em outra pesquisa do Pew realizada na mesma época, os protestantes negros também estão fortemente divididos sobre a questão do aborto, com uma ligeira maioria de 55% dizendo que deveria ser legal na maioria ou em todos os casos, e 44% acreditando que deveria ser ilegal.